# 페르비스 에스투피냔
페르비스 호수에 에스투피냔 테노리오(스페인어: Pervis Josué Estupiñán Tenorio, 1998년 1월 21일 ~ )는 에콰도르의 축구 선수이다. 그의 포지션은 왼쪽 풀백으로, 현재 이탈리아 세리에 A의 AC 밀란에서 활약하고 있다.

## 클럽 경력
에스메랄다스에서 태어난 에스투피냔은 2011년에 13세의 나이로 LDU 키토의 유소년팀에 입단하였다. 그는 2015년 시즌을 앞두고 1군으로 승격되었고, 같은 해 2월 1일, 1-0으로 이긴 엘 나시오날과의 홈 경기에서 선발로 출전하며 프로 데뷔전을 치렀다.

### 왓퍼드 및 임대
에스투피냔은 2016년 7월 29일, 프리미어리그의 왓퍼드로 이적하였다. 그는 즉시 그라나다 CF로 임대되었고, 세군다 디비시온 B에 속한 B팀에 배정되었다.
2017년 4월 5일, 에스투피냔은 0-0으로 비긴 데포르티보 라코루냐와의 원정 경기에서 라리가 데뷔전을 치렀다. 7월 17일, 그는 세군다 디비시온의 UD 알메리아로 1년 임대되었다.
2018년 8월 9일, 에스투피냔은 2부 리그의 RCD 마요르카와 1년 임대 계약을 맺었다. 다음 해 7월 3일, 마요르카의 승격 후, 그는 또 다른 승격팀인 CA 오사수나와 2년 임대 계약을 맺었다.

### 비야레알
2020년 9월 16일, 에스투피냔은 스페인 클럽 비야레알과 £15M의 초기 이적료에 7년 계약을 맺었다.

### 브라이턴 & 호브 앨비언
2022년 8월 16일, 에스투피냔은 프리미어리그의 브라이턴 & 호브 앨비언과 비공개 이적료에 5년 계약을 맺었다. 나흘 후, 그는 2-0으로 이긴 웨스트햄 유나이티드와 원정 경기에서 63분에 애덤 럴라나와 교체되어 데뷔전을 치렀다. 에스투피냔은 8월 27일 팀에서 첫 선발 출전을 했고, 리즈 유나이티드와의 홈경기에서 1-0 무실점으로 승리하는 데 기여했다.

## 국가대표팀 경력
에스투피냔은 2019년 10월 13일, 6-1로 패한 아르헨티나와의 친선 경기에서 에콰도르 축구 국가대표팀 데뷔전을 치렀다.
11월 14일, 에스투피냔은 브라이턴의 팀 동료 헤레미 사르미엔토, 모이세스 카이세도와 함께 2022년 FIFA 월드컵에 참가한 에콰도르의 26인 최종 명단에 이름을 올렸다.

## 수상 내역
비야레알
- UEFA 유로파리그: 2020–21[16]

개인
- 코파 아메리카 대회의 팀: 2021[17]